# Llista de topònims de Sant Ramon
Llista de topònims (noms propis de lloc) del municipi de Sant Ramon, a la Segarra
Informació actualitzada per un bot. Els canvis manuals es perdran quan s'actualitzi!

## cabana
| imatge | Nom                  | Ubicat a         | instància de | Detalls       | coordenades                                                                  | Protecció | Commons (més fotos) | Dades a WD                    |
| ------ | -------------------- | ---------------- | ------------ | ------------- | ---------------------------------------------------------------------------- | --------- | ------------------- | ----------------------------- |
|        | cabana de Cal Blanco | Viver de Segarra | cabana       |               | 41° 44′ 53″ N, 1° 21′ 42″ E / 41.7480472655951°N,1.36153346396795°E 615 msnm |           |                     | Modifica les dades a Wikidata |
|        | cabana de l'Abat     | Sant Ramon       | cabana       |               | 41° 43′ 07″ N, 1° 20′ 49″ E / 41.7185324975611°N,1.34707659509343°E 537 msnm |           |                     | Modifica les dades a Wikidata |
|        | cabana de l'Aguilar  | Viver de Segarra | cabana       |               | 41° 45′ 06″ N, 1° 21′ 50″ E / 41.7517635775399°N,1.36382038697743°E 645 msnm |           |                     | Modifica les dades a Wikidata |
|        | cabana del Bertran   | Sant Ramon       | cabana       | Estat: ruïnós | 41° 42′ 51″ N, 1° 20′ 28″ E / 41.7140314839153°N,1.34098938597494°E 587 msnm |           |                     | Modifica les dades a Wikidata |
|        | cabana del Borràs    | Gospí            | cabana       |               | 41° 44′ 03″ N, 1° 20′ 14″ E / 41.7341412430067°N,1.33710508711582°E 554 msnm |           |                     | Modifica les dades a Wikidata |
|        | cabana del Cassan    | Sant Ramon       | cabana       | Estat: ruïnós | 41° 43′ 42″ N, 1° 19′ 52″ E / 41.7283792412848°N,1.331049785691°E 590 msnm   |           |                     | Modifica les dades a Wikidata |
|        | cabana del Cilo      | Sant Ramon       | cabana       | Estat: ruïnós | 41° 44′ 13″ N, 1° 21′ 59″ E / 41.7369467498545°N,1.36628891771087°E 634 msnm |           |                     | Modifica les dades a Wikidata |
|        | cabana del Codina    | Sant Ramon       | cabana       |               | 41° 43′ 42″ N, 1° 22′ 46″ E / 41.7282430211641°N,1.3794103343509°E 678 msnm  |           |                     | Modifica les dades a Wikidata |
|        | cabana del Coix      | Gospí            | cabana       | Estat: ruïnós | 41° 44′ 09″ N, 1° 20′ 49″ E / 41.7358763908227°N,1.34687234605352°E 576 msnm |           |                     | Modifica les dades a Wikidata |
|        | cabana del Ferrer    | Sant Ramon       | cabana       | Estat: ruïnós | 41° 43′ 44″ N, 1° 22′ 42″ E / 41.7289019998349°N,1.37823953489908°E 675 msnm |           |                     | Modifica les dades a Wikidata |
|        | cabana del Marcó     | Gospí            | cabana       |               | 41° 44′ 34″ N, 1° 21′ 28″ E / 41.742681546639°N,1.35790582952576°E 645 msnm  |           |                     | Modifica les dades a Wikidata |
|        | cabana del Miquel    | Sant Ramon       | cabana       | Estat: ruïnós | 41° 42′ 54″ N, 1° 20′ 05″ E / 41.7149319710732°N,1.33475155635468°E 612 msnm |           |                     | Modifica les dades a Wikidata |
|        | cabana del Noio      | Sant Ramon       | cabana       |               | 41° 43′ 08″ N, 1° 21′ 05″ E / 41.718802081293°N,1.35142141860068°E 648 msnm  |           |                     | Modifica les dades a Wikidata |
|        | cabana del Puig      | Sant Ramon       | cabana       |               | 41° 43′ 26″ N, 1° 20′ 00″ E / 41.7240083947401°N,1.33335099177245°E 576 msnm |           |                     | Modifica les dades a Wikidata |
|        | cabana del Sastre    | Gospí            | cabana       | Estat: ruïnós | 41° 44′ 00″ N, 1° 20′ 05″ E / 41.733426°N,1.334787°E 551 msnm                |           |                     | Modifica les dades a Wikidata |
|        | cabana del Ticó      | Sant Ramon       | cabana       |               | 41° 43′ 48″ N, 1° 20′ 16″ E / 41.7299801998102°N,1.33772943890371°E 589 msnm |           |                     | Modifica les dades a Wikidata |
|        | cabana del Tonet     | Portell          | cabana       |               | 41° 44′ 31″ N, 1° 23′ 27″ E / 41.7418426763823°N,1.39091364900694°E 640 msnm |           |                     | Modifica les dades a Wikidata |
|        | cobert del Manau     | Sant Ramon       | cabana       |               | 41° 43′ 26″ N, 1° 21′ 50″ E / 41.7237610483691°N,1.36376175010002°E 644 msnm |           |                     | Modifica les dades a Wikidata |
|        | cobert del Ticó      | Sant Ramon       | cabana       |               | 41° 43′ 24″ N, 1° 21′ 26″ E / 41.7232177488649°N,1.35724748568383°E 645 msnm |           |                     | Modifica les dades a Wikidata |
|        | era de Cal Pastoret  | Portell          | cabana era   |               | 41° 44′ 16″ N, 1° 23′ 05″ E / 41.7377555354419°N,1.38463046471576°E 640 msnm |           |                     | Modifica les dades a Wikidata |
|        | era del Bover        | Portell          | cabana era   |               | 41° 44′ 49″ N, 1° 23′ 33″ E / 41.7469550766678°N,1.39260199158475°E 658 msnm |           |                     | Modifica les dades a Wikidata |
|        | pallissa del Bertran | Sant Ramon       | cabana       |               | 41° 43′ 41″ N, 1° 21′ 09″ E / 41.728146640117°N,1.35237276533152°E 621 msnm  |           |                     | Modifica les dades a Wikidata |

## casa
| imatge | Nom           | Ubicat a         | instància de | Detalls                                     | coordenades                                                                   | Protecció                                  | Commons (més fotos)        | Dades a WD                    |
| ------ | ------------- | ---------------- | ------------ | ------------------------------------------- | ----------------------------------------------------------------------------- | ------------------------------------------ | -------------------------- | ----------------------------- |
|        | Ca l'Esparter | Sant Ramon       | casa         | Estil: arquitectura eclèctica 19th century  | 41° 43′ 32″ N, 1° 21′ 44″ E / 41.725638°N,1.362098°E ca:C. Major, 40 643 msnm | bé integrant del patrimoni cultural català | Ca l'Esparter              | Modifica les dades a Wikidata |
|        | Cal Carnisser | Sant Ramon       | casa         | Estil: arquitectura popular 19th century    | 41° 43′ 34″ N, 1° 21′ 56″ E / 41.7262°N,1.36564°E ca:C. Major, 81 651 msnm    | bé integrant del patrimoni cultural català | Cal Carnisser (Sant Ramon) | Modifica les dades a Wikidata |
|        | Cal Cunyé     | Viver de Segarra | casa         | Estil: arquitectura modernista 19th century | 41° 44′ 57″ N, 1° 22′ 01″ E / 41.7493°N,1.36706°E ca:C. de Baix 627 msnm      | bé integrant del patrimoni cultural català | Cal Cunyé (Viver)          | Modifica les dades a Wikidata |
|        | Cal Piteu     | Sant Ramon       | casa         | Estil: arquitectura popular 19th century    | 41° 43′ 32″ N, 1° 21′ 44″ E / 41.7256°N,1.36229°E ca:C. Major, 13 644 msnm    | bé integrant del patrimoni cultural català | Cal Piteu (Sant Ramon)     | Modifica les dades a Wikidata |

## castell
| imatge | Nom                     | Ubicat a     | instància de | Detalls                                   | coordenades                                                                           | Protecció                                            | Commons (més fotos)     | Dades a WD                    |
| ------ | ----------------------- | ------------ | ------------ | ----------------------------------------- | ------------------------------------------------------------------------------------- | ---------------------------------------------------- | ----------------------- | ----------------------------- |
|        | Castell de Gospí        | Sant Ramon   | castell      | Estil: arquitectura romànica 11st century | 41° 44′ 18″ N, 1° 20′ 59″ E / 41.7384°N,1.34963°E ca:Carrer Cavallers, Gospí 604 msnm | bé d'interès cultural bé cultural d'interès nacional | Castell de Gospí        | Modifica les dades a Wikidata |
|        | Castell de la Manresana | la Manresana | castell      | Estil: arquitectura popular 16th century  | 41° 43′ 29″ N, 1° 21′ 24″ E / 41.724604°N,1.356732°E ca:Carrer del Castell 663 msnm   | bé d'interès cultural bé cultural d'interès nacional | Castell de la Manresana | Modifica les dades a Wikidata |

## creu de terme
| imatge | Nom                           | Ubicat a     | instància de  | Detalls                                                       | coordenades | Protecció                                  | Commons (més fotos)           | Dades a WD                    |
| ------ | ----------------------------- | ------------ | ------------- | ------------------------------------------------------------- | --- | ------------------------------------------ | ----------------------------- | ----------------------------- |
|        | creu de terme de la Manresana | la Manresana | creu de terme | Estil: arquitectura barroca arquitectura popular 18th century | 41° 43′ 22″ N, 1° 21′ 21″ E / 41.7227°N,1.35584°E ca:Costa de la Creu 657 msnm                                      | bé cultural d'interès nacional             | Creu de terme de la Manresana | Modifica les dades a Wikidata |
|        | la Creueta                    | Gospí        | creu de terme | Estil: arquitectura popular 19th century                      | 41° 44′ 24″ N, 1° 21′ 17″ E / 41.740014°N,1.35481°E ca:Camí que surt del costat del cementiri a l'esquerra 641 msnm | bé integrant del patrimoni cultural català | La Creueta de Gospí           | Modifica les dades a Wikidata |

## edifici
| imatge | Nom                    | Ubicat a     | instància de | Detalls                                  | coordenades                                                                            | Protecció                                  | Commons (més fotos)    | Dades a WD                    |
| ------ | ---------------------- | ------------ | ------------ | ---------------------------------------- | -------------------------------------------------------------------------------------- | ------------------------------------------ | ---------------------- | ----------------------------- |
|        | Forn de Pa             | Gospí        | edifici      | Estil: arquitectura popular 17th century | 41° 44′ 17″ N, 1° 20′ 58″ E / 41.73804°N,1.34951°E ca:Pl. de l'Ajuntament 600 msnm     | bé integrant del patrimoni cultural català | Forn de pa (Gospí)     | Modifica les dades a Wikidata |
|        | Pletes de Mont-ros     | Sant Ramon   | edifici      | Estil: arquitectura popular 19th century | 41° 44′ 14″ N, 1° 21′ 58″ E / 41.737299°N,1.366209°E ca:Solana de cal Tenella 636 msnm | bé integrant del patrimoni cultural català | Pletes de Mont-ros     | Modifica les dades a Wikidata |
|        | Portal de la Manresana | la Manresana | edifici      | Estil: arquitectura gòtica 14th century  | 41° 43′ 28″ N, 1° 21′ 28″ E / 41.72456°N,1.35765°E ca:C. Castell 646 msnm              | bé integrant del patrimoni cultural català | Portal de la Manresana | Modifica les dades a Wikidata |

## entitat singular de població
| imatge | Nom              | Ubicat a   | instància de                                   | Detalls                             | coordenades                                                       | Protecció                                  | Commons (més fotos) | Dades a WD                    |
| ------ | ---------------- | ---------- | ---------------------------------------------- | ----------------------------------- | ----------------------------------------------------------------- | ------------------------------------------ | ------------------- | ----------------------------- |
|        | Gospí            | Sant Ramon | entitat singular de població                   | 37 hab                              | 41° 44′ 17″ N, 1° 20′ 59″ E / 41.73801667°N,1.34973056°E 604 msnm |                                            | Gospí               | Modifica les dades a Wikidata |
|        | Portell          | Sant Ramon | entitat singular de població                   | Estil: arquitectura romànica 80 hab | 41° 44′ 31″ N, 1° 23′ 03″ E / 41.741843°N,1.384116°E 655 msnm     | bé integrant del patrimoni cultural català | Portell             | Modifica les dades a Wikidata |
|        | Sant Ramon       | Sant Ramon | entitat singular de població capital municipal | 354 hab                             | 41° 43′ 37″ N, 1° 21′ 54″ E / 41.72687082°N,1.36502808°E 652 msnm |                                            |                     | Modifica les dades a Wikidata |
|        | Viver de Segarra | Sant Ramon | entitat singular de població                   | 24 hab                              | 41° 44′ 59″ N, 1° 22′ 02″ E / 41.74973611°N,1.36714167°E 637 msnm |                                            | Viver de Segarra    | Modifica les dades a Wikidata |

## església
| imatge | Nom                              | Ubicat a                | instància de                 | Detalls                                                                                     | coordenades                                                                     | Protecció                                            | Commons (més fotos)              | Dades a WD                    |
| ------ | -------------------------------- | ----------------------- | ---------------------------- | ------------------------------------------------------------------------------------------- | ------------------------------------------------------------------------------- | ---------------------------------------------------- | -------------------------------- | ----------------------------- |
|        | Sant Andreu de la Manresana      | la Manresana            | església                     | Estil: arquitectura romànica arquitectura gòtica arquitectura barroca 12nd century          | 41° 41′ 46″ N, 1° 33′ 09″ E / 41.695985°N,1.552506°E 655 msnm                   | bé integrant del patrimoni cultural català           | Sant Andreu de la Manresana      | Modifica les dades a Wikidata |
|        | Sant Cosme i Sant Damià de Gospí | Gospí                   | església                     | Estil: gòtic tardà arquitectura popular 17th century                                        | 41° 44′ 15″ N, 1° 21′ 06″ E / 41.7376°N,1.35176°E 580 msnm                      | bé cultural d'interès local                          | Sant Cosme i Sant Damià de Gospí | Modifica les dades a Wikidata |
|        | Sant Jaume de Portell            | Portell                 | església església parroquial | Estil: arquitectura romànica arquitectura popular 12nd century                              | 41° 44′ 32″ N, 1° 23′ 06″ E / 41.7422°N,1.38493°E ca:Pl. de l'Església 662 msnm | bé integrant del patrimoni cultural català           | Sant Jaume de Portell            | Modifica les dades a Wikidata |
|        | Sant Jaume de la Manresana       | la Manresana            | església església parroquial | Estil: arquitectura romànica arquitectura barroca 11st century                              | 41° 43′ 28″ N, 1° 21′ 29″ E / 41.7244°N,1.35811°E ca:Pl. Sant Jaume 640 msnm    | bé integrant del patrimoni cultural català           | Sant Jaume de la Manresana       | Modifica les dades a Wikidata |
|        | Sant Martí de Gospí              | Gospí                   | església església parroquial | Estil: arquitectura romànica 11st century                                                   | 41° 44′ 19″ N, 1° 21′ 01″ E / 41.7385°N,1.35016°E ca:Pl. de l'Església 617 msnm | bé integrant del patrimoni cultural català           | Sant Martí de Gospí              | Modifica les dades a Wikidata |
|        | Sant Ramon de Portell            | Portell                 | església                     | Estil: arquitectura popular 18th century                                                    | 41° 44′ 31″ N, 1° 23′ 02″ E / 41.74195°N,1.38375°E 650 msnm                     | bé cultural d'interès local                          | Sant Ramon de Portell            | Modifica les dades a Wikidata |
|        | Santa Madrona de Sant Ramon      | la Manresana Sant Ramon | església capella             | Estil: arquitectura popular 20th century Anomenat per: Madrona de Tessalònica Ramon de Roda | 41° 43′ 30″ N, 1° 21′ 29″ E / 41.72511°N,1.35808°E ca:C. Santa Madrona 637 msnm | bé integrant del patrimoni cultural català           | Santa Madrona de la Manresana    | Modifica les dades a Wikidata |
|        | Santa Maria de Viver             | Viver de Segarra        | església església parroquial | Estil: arquitectura popular 19th century                                                    | 41° 44′ 58″ N, 1° 22′ 02″ E / 41.7494°N,1.36731°E ca:Pl. de l'Església 631 msnm | bé integrant del patrimoni cultural català           | Santa Maria de Viver             | Modifica les dades a Wikidata |
|        | Santuari de Sant Ramon Nonat     | Sant Ramon              | església església parroquial | Estil: arquitectura barroca 18th century                                                    | 41° 43′ 34″ N, 1° 22′ 09″ E / 41.726°N,1.36914°E ca:Av. del Santuari 659 msnm   | bé d'interès cultural bé cultural d'interès nacional | Santuari de Sant Ramon Nonat     | Modifica les dades a Wikidata |

## font
| imatge | Nom           | Ubicat a | instància de | Detalls                                  | coordenades                                                                 | Protecció                   | Commons (més fotos)  | Dades a WD                    |
| ------ | ------------- | -------- | ------------ | ---------------------------------------- | --------------------------------------------------------------------------- | --------------------------- | -------------------- | ----------------------------- |
|        | Font Vella    | Portell  | font         | Estil: arquitectura popular 14th century | 41° 44′ 31″ N, 1° 22′ 59″ E / 41.74204°N,1.383037°E 648 msnm                | bé cultural d'interès local | Font Vella (Portell) | Modifica les dades a Wikidata |
|        | font de Gospí | Gospí    | font         | Estil: arquitectura popular 18th century | 41° 44′ 12″ N, 1° 20′ 56″ E / 41.7366°N,1.34902°E ca:C. de la Font 567 msnm | bé cultural d'interès local | Font de Gospí        | Modifica les dades a Wikidata |

## granja
| imatge | Nom                  | Ubicat a         | instància de | Detalls | coordenades                                                                  | Protecció | Commons (més fotos) | Dades a WD                    |
| ------ | -------------------- | ---------------- | ------------ | ------- | ---------------------------------------------------------------------------- | --------- | ------------------- | ----------------------------- |
|        | Granges de l'Aguilar | Viver de Segarra | granja       |         | 41° 44′ 55″ N, 1° 21′ 54″ E / 41.7486638139233°N,1.36498154354462°E 616 msnm |           |                     | Modifica les dades a Wikidata |
|        | Granges del Barders  | Portell          | granja       |         | 41° 44′ 40″ N, 1° 22′ 13″ E / 41.7445072107367°N,1.37036651846422°E 660 msnm |           |                     | Modifica les dades a Wikidata |
|        | Granges del Duran    | Viver de Segarra | granja       |         | 41° 45′ 03″ N, 1° 21′ 58″ E / 41.7507700490121°N,1.36615487265555°E 628 msnm |           |                     | Modifica les dades a Wikidata |
|        | Granges del Plaça    | Portell          | granja       |         | 41° 44′ 36″ N, 1° 22′ 55″ E / 41.7432926556376°N,1.38193012562024°E 665 msnm |           |                     | Modifica les dades a Wikidata |
|        | Granges del Rubí     | Viver de Segarra | granja       |         | 41° 45′ 09″ N, 1° 22′ 08″ E / 41.7524301305845°N,1.36889115255981°E 642 msnm |           |                     | Modifica les dades a Wikidata |
|        | Granja Corcelles     | Sant Ramon       | granja       |         | 41° 43′ 45″ N, 1° 22′ 23″ E / 41.729125358083°N,1.37301580057302°E 666 msnm  |           |                     | Modifica les dades a Wikidata |
|        | Granja del Graells   | Sant Ramon       | granja       |         | 41° 43′ 44″ N, 1° 21′ 49″ E / 41.7288201132351°N,1.36357323365855°E 649 msnm |           |                     | Modifica les dades a Wikidata |
|        | Granja del Marvà     | Portell          | granja       |         | 41° 44′ 13″ N, 1° 22′ 55″ E / 41.7368633257303°N,1.38203143090505°E 643 msnm |           |                     | Modifica les dades a Wikidata |
|        | Granja del Ramon     | Sant Ramon       | granja       |         | 41° 43′ 18″ N, 1° 21′ 47″ E / 41.7217779994484°N,1.36301862411094°E 644 msnm |           |                     | Modifica les dades a Wikidata |
|        | Granja del Sala      | Portell          | granja       |         | 41° 44′ 30″ N, 1° 22′ 51″ E / 41.7417982999469°N,1.38070495486498°E 644 msnm |           |                     | Modifica les dades a Wikidata |
|        | Granja del Treso     | Sant Ramon       | granja       |         | 41° 43′ 35″ N, 1° 21′ 25″ E / 41.726482885949°N,1.35694788060655°E 632 msnm  |           |                     | Modifica les dades a Wikidata |
|        | Granja del Verders   | Viver de Segarra | granja       |         | 41° 44′ 53″ N, 1° 22′ 02″ E / 41.7481462429709°N,1.36721964712633°E 624 msnm |           |                     | Modifica les dades a Wikidata |
|        | Granja del Volva     | Sant Ramon       | granja       |         | 41° 43′ 48″ N, 1° 21′ 49″ E / 41.7298913481094°N,1.36353401679793°E 653 msnm |           |                     | Modifica les dades a Wikidata |

## masia
| imatge | Nom              | Ubicat a   | instància de | Detalls | coordenades                                                                  | Protecció | Commons (més fotos) | Dades a WD                    |
| ------ | ---------------- | ---------- | ------------ | ------- | ---------------------------------------------------------------------------- | --------- | ------------------- | ----------------------------- |
|        | Cal Corcelles    | Sant Ramon | masia        |         | 41° 43′ 38″ N, 1° 22′ 25″ E / 41.7271065576775°N,1.37355968881272°E 668 msnm |           |                     | Modifica les dades a Wikidata |
|        | Cal Pinet        | Portell    | masia        |         | 41° 44′ 48″ N, 1° 23′ 27″ E / 41.746649297046°N,1.3908899285671°E 665 msnm   |           |                     | Modifica les dades a Wikidata |
|        | Cal Ponet        | Gospí      | masia        |         | 41° 44′ 27″ N, 1° 21′ 34″ E / 41.7407203864546°N,1.3593267093207°E 651 msnm  |           |                     | Modifica les dades a Wikidata |
|        | Cal Ramonet      | Portell    | masia        |         | 41° 44′ 28″ N, 1° 22′ 57″ E / 41.7410028642661°N,1.38242054330324°E 663 msnm |           |                     | Modifica les dades a Wikidata |
|        | Casa Llúcio      | Portell    | masia        |         | 41° 44′ 30″ N, 1° 23′ 15″ E / 41.7417959846385°N,1.38758370109182°E 642 msnm |           |                     | Modifica les dades a Wikidata |
|        | Masia del Sastre | Gospí      | masia        |         | 41° 44′ 32″ N, 1° 20′ 21″ E / 41.742312240813°N,1.339287962324°E 599 msnm    |           |                     | Modifica les dades a Wikidata |

## muntanya
| imatge | Nom                   | Ubicat a           | instància de | Detalls | coordenades                                                    | Protecció | Commons (més fotos) | Dades a WD                    |
| ------ | --------------------- | ------------------ | ------------ | ------- | -------------------------------------------------------------- | --------- | ------------------- | ----------------------------- |
|        | Los Tossalets         | Cervera Sant Ramon | muntanya     |         | 41° 43′ 40″ N, 1° 19′ 31″ E / 41.72765°N,1.32540278°E 599 msnm |           |                     | Modifica les dades a Wikidata |
|        | Tossal de Sant Ramon  | Sant Ramon         | muntanya     |         | 41° 43′ 52″ N, 1° 23′ 05″ E / 41.731°N,1.38462°E 686 msnm      |           |                     | Modifica les dades a Wikidata |
|        | Tossal de les Forques | Sant Ramon         | muntanya     |         | 41° 44′ 21″ N, 1° 22′ 53″ E / 41.739277°N,1.381356°E 669 msnm  |           |                     | Modifica les dades a Wikidata |

## Misc
| imatge | Nom                                   | Ubicat a   | instància de                          | Detalls                                                 | coordenades                                                                              | Protecció                                            | Commons (més fotos)                   | Dades a WD                    |
| ------ | ------------------------------------- | ---------- | ------------------------------------- | ------------------------------------------------------- | ---------------------------------------------------------------------------------------- | ---------------------------------------------------- | ------------------------------------- | ----------------------------- |
|        | Cementiri vell de Sant Ramon          | Sant Ramon | cementiri                             |                                                         | 41° 43′ 53″ N, 1° 21′ 54″ E / 41.7315170587081°N,1.3651159504923°E                       |                                                      |                                       | Modifica les dades a Wikidata |
|        | Colomar de Gospí                      | Gospí      | colomar                               |                                                         | 41° 44′ 10″ N, 1° 20′ 15″ E / 41.73602807954994°N,1.3373700165614313°E                   |                                                      | Colomar de Gospí                      | Modifica les dades a Wikidata |
|        | Creu de la Santa Missió de Sant Ramon | Sant Ramon | creu de la Santa Missió creu de terme | Estil: arquitectura popular 20th century                | 41° 43′ 34″ N, 1° 22′ 11″ E / 41.7262°N,1.36976°E ca:C. Major 660 msnm                   | bé integrant del patrimoni cultural català           | Creu de la Santa Missió de Sant Ramon | Modifica les dades a Wikidata |
|        | Manresana                             | Sant Ramon | vèrtex geodèsic                       | Alt: 1.2m                                               | 41° 43′ 29″ N, 1° 21′ 19″ E / 41.724635°N,1.35534°E 664.618 msnm                         |                                                      |                                       | Modifica les dades a Wikidata |
|        | Mont-ros                              | Sant Ramon | despoblat                             | Estil: arquitectura romànica 11st century Estat: ruïnós | 41° 44′ 10″ N, 1° 22′ 05″ E / 41.7362°N,1.36798°E 660 msnm                               | bé integrant del patrimoni cultural català           | Mont-ros (Sant Ramon)                 | Modifica les dades a Wikidata |
|        | Torre de guaita de Portell            | Portell    | torre de sentinella                   | Estil: arquitectura romànica 11st century               | 41° 44′ 31″ N, 1° 23′ 04″ E / 41.742°N,1.38439°E ca:Carrer de la Torre, Portell 660 msnm | bé d'interès cultural bé cultural d'interès nacional | Torre de guaita de Portell            | Modifica les dades a Wikidata |
|        | casa consistorial de Sant Ramon       | Sant Ramon | casa consistorial                     |                                                         | 41° 43′ 29″ N, 1° 21′ 33″ E / 41.7247209°N,1.3590389°E                                   |                                                      |                                       | Modifica les dades a Wikidata |
|        | la Manresana                          | Sant Ramon | nucli de població                     |                                                         | 41° 43′ 28″ N, 1° 21′ 25″ E / 41.7244°N,1.35687°E 641 msnm                               |                                                      | La Manresana (Sant Ramon)             | Modifica les dades a Wikidata |